# La Alameda de Gardón
La Alameda de Gardón es un municipio y localidad española de la provincia de Salamanca, en la comunidad autónoma de Castilla y León. Se integra dentro de la comarca de Ciudad Rodrigo y la subcomarca del Campo de Argañán. Pertenece al partido judicial de Ciudad Rodrigo.
Su término municipal está formado por un solo núcleo de población, ocupa una superficie total de 32,27 km² y según los datos demográficos recogidos en el padrón municipal elaborado por el INE en el año 2017, cuenta con una población de 79 habitantes.

## Símbolos

### Escudo
El escudo heráldico que representa al municipio fue aprobado con el siguiente blasón:

«En campo de plata ondas de azur surmontadas por cuatro álamos en su color, arrancados y situados en faja. Al timbre la Corona Real Española»

### Bandera
El ayuntamiento no ha adoptado aún una bandera para el municipio.

## Historia

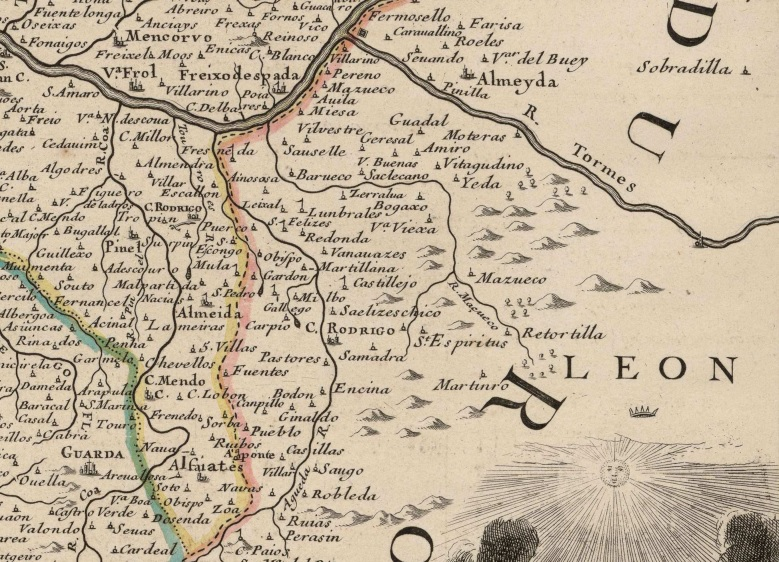
Detalle del oeste salmantino en un mapa del, en el que se puede observar Gardón.

La fundación de La Alameda de Gardón se remonta a la repoblación efectuada por los reyes de León en la zona en los siglos XI y XII. Un hecho significativo para La Alameda fue la pérdida del Riba-Coa por parte de León en el Tratado de Alcañices (1297) que convirtió en fronteriza la localidad ya que hasta entonces la frontera luso-leonesa se situaba en el río Coa, erigiéndose el castillo de Gardón para reforzar este punto de la frontera leonesa. Pese a ello en el siglo XVII la localidad sufrió el envite de las tropas portuguesas que arrasaron la zona y quemaron el castillo de Gardón. Con la creación de las actuales provincias en 1833, La Alameda de Gardón quedó integrado en la provincia de Salamanca, dentro de la Región Leonesa.

## Geografía humana

### Demografía
Cuenta con una población de 74 habitantes (INE 2024).
| Gráfica de evolución demográfica de La Alameda de Gardón entre 1842 y 2021 |
| |
| Población de derecho según los censos de población del INE Población de hecho según los censos de población del INEEn este censo se denominaba Alameda: 1842 En estos censos se denominaba Alameda, La: 1857, 1860, 1877, 1887, 1897, 1900 y 1910 |

Según el Instituto Nacional de Estadística, La Alameda tenía, a 31 de diciembre de 2018, una población total de 76 habitantes, de los cuales 39 eran hombres y 37 mujeres. Respecto al año 2000, el censo refleja 157 habitantes, de los cuales 72 eran hombres y 85 mujeres. Por lo tanto, la pérdida de población en el municipio para el periodo 2000-2018 ha sido de 81 habitantes, un 52% de descenso, uno de los descensos más pronunciados de la provincia.

## Administración y política
| Partido político                         | 2019  | 2019  | 2019       | 2015  | 2015  | 2015       | 2011  | 2011  | 2011       | 2007  | 2007  | 2007       | 2003  | 2003  | 2003       |
| Partido político                         | %     | Votos | Concejales | %     | Votos | Concejales | %     | Votos | Concejales | %     | Votos | Concejales | %     | Votos | Concejales |
| Partido Popular (PP)                     | 67,27 | 37    | 2          | 75,00 | 44    | 2          | 89,06 | 57    | 4          | 81,61 | 71    | 4          | 83,49 | 91    | 4          |
| Partido Socialista Obrero Español (PSOE) | 32,73 | 18    | 1          | 19,64 | 11    | 1          | 4,69  | 3     | 0          | 1,15  | 1     | 0          | 13,76 | 15    | 1          |
| Izquierda Unida (IU-CyL)                 | —     | —     | —          | —     | —     | —          | 6,25  | 4     | 1          | 13,79 | 12    | 0          | —     | —     | —          |
| Unión del Pueblo Salmantino (UPSa)       | —     | —     | —          | —     | —     | —          | —     | —     | —          | 14,94 | 13    | 1          | —     | —     | —          |

## Monumentos y lugares de interés

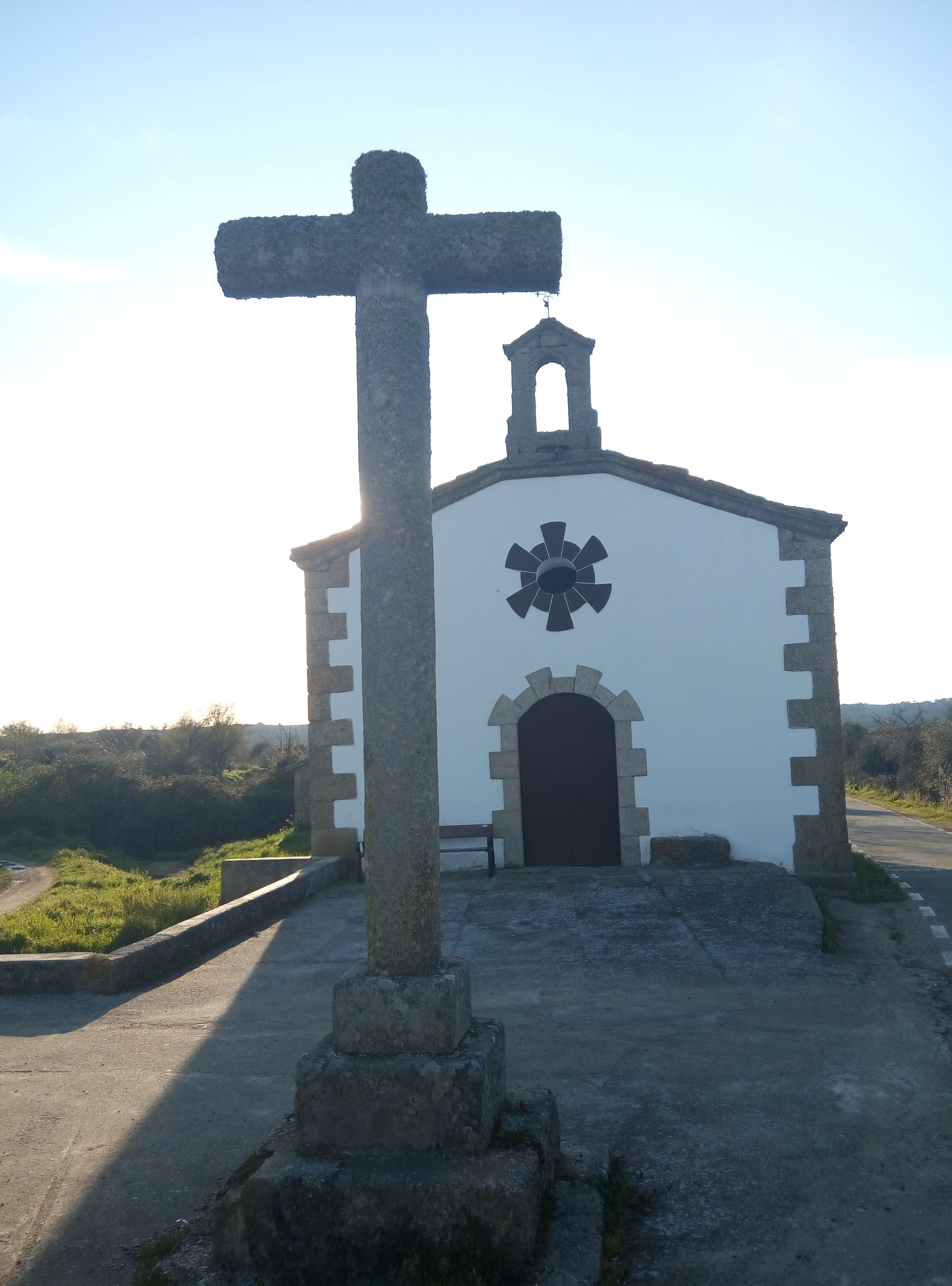
Ermita del Cristo.

- Iglesia de Santiago Apóstol.
- Ermita del Cristo.